# Berken
Berken es una comuna suiza del cantón de Berna, situada en el distrito administrativo de Alta Argovia. Limita al norte con Walliswil bei Niederbipp, al este con Bannwil y Graben, al sur con Heimenhausen, y al oeste con Walliswil bei Wangen.
Hasta el 31 de diciembre de 2009 situada en el distrito de Wangen.